# Manuel Vasques
Manuel Soeiro Vasques (Barreiro, Barreiro, 29 de julho de 1926 — 10 de julho de 2003) foi um futebolista português. Fez parte do plantel de futebol do Sporting Clube de Portugal nas décadas de 1940 e 1950, e era um dos integrantes dos chamados "Cinco Violinos".

## Biografia
Também conhecido como o "Galgo de Raça" ou "Malhoa", começou a sua carreira como futebolista na CUF.
A alcunha de Malhoa foi popularizada pelo jornalista Tavares da Silva - também autor da expressão "cinco violinos" - devido à forma de jogar de Vasques fazer lembrar a arte do pintor José Malhoa.
O médio ofensivo fez a sua estreia com a camisola "verde e branca" no dia 8 de Setembro de 1946 e em treze anos de "leão" ao peito comemorou oito campeonatos portugueses, incluindo um tricampeonato e um "tetra", e duas Taças de Portugal, entre 1946 e 1959.

## Vida pessoal
Foi casado com a actriz Aida Baptista.